# بربارة كولب
بربارة كولب (بالإنجليزية: Barbara Kolb)‏ (10 فبراير 1939 – 21 أكتوبر 2024) هي ملحنة أمريكية، ولدت في 10 فبراير 1939 في هارتفورد في الولايات المتحدة.

## وصلات خارجية
- بربارة كولب على موقع IMDb (الإنجليزية)
- بربارة كولب على موقع ميوزك برينز (الإنجليزية)
- بربارة كولب على موقع ديسكوغز (الإنجليزية)